# Marginone
Marginone è una frazione del comune italiano di Altopascio, nella provincia di Lucca, in Toscana.

## Geografia fisica
La frazione è situata a nord-est del capoluogo comunale di Altopascio, tra le ultime propaggini del poggio di Montecarlo, ed è divisa dal territorio comunale di Chiesina Uzzanese dal corso del torrente Pescia. Confina a sud con Altopascio, a est con Chiesina Uzzanese, a nord con San Salvatore e ad ovest con San Giuseppe. Dista circa 4 km dal capoluogo comunale e poco più di 20 km da Lucca.

## Storia
Il borgo di Marginone nacque in epoca tardo-rinascimentale, quando venne edificata la chiesa nel luogo dove si trovava un'antica "margine" (edicola votiva) della Madonna con Bambino venerata dai fedeli: da qui la nascita del toponimo Marginone. Si sviluppò notevolmente come borgata rurale a partire dal XVIII secolo e al censimento del 1833 contava 989 abitanti.
Storicamente parte del comune di Montecarlo, il 1º luglio 1881 fu aggregata insieme ad Altopascio e Spianate per andare a formare il nuovo comune di Altopascio.
Negli ultimi decenni del XX secolo è stata realizzata presso la frazione di Marginone la grande area industriale e di servizi del comune di Altopascio, che si sviluppa tra il centro del paese e le località di Ponte alle Ciliegie e Michi: qui si trova anche la centrale elettrica di Marginone.

## Monumenti e luoghi d'interesse

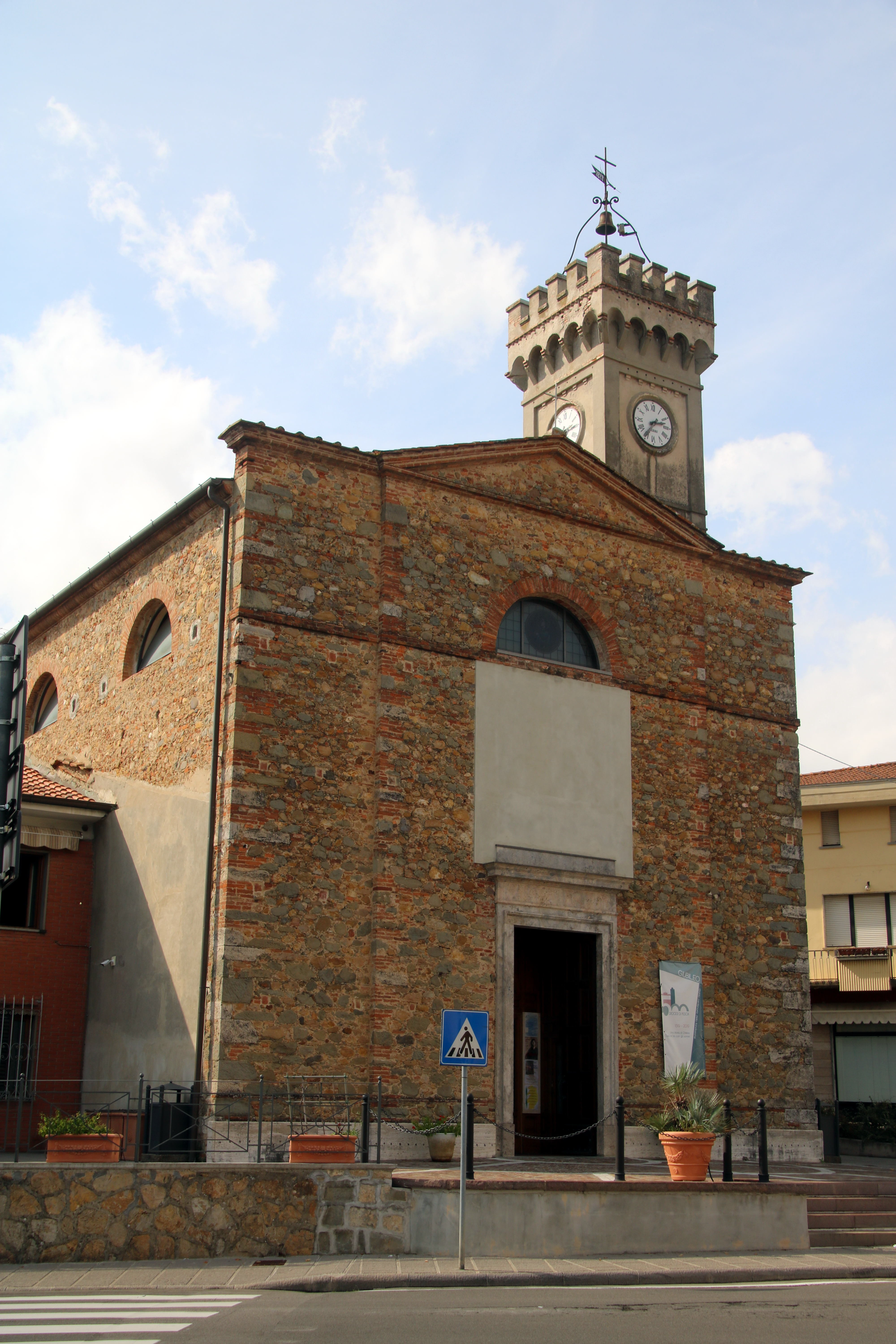
La chiesa di Santa Maria ad Martyres

### Architetture religiose
L'edificio più significativo della frazione è la chiesa parrocchiale di Santa Maria ad Martyres, situata al centro del paese. La chiesa fu costruita tra la fine del XVI e gli inizi del XVII secolo nei pressi dell'antica "margine" venerata dai fedeli che dette il nome alla località. All'interno sono conservati un dipinto della Madonna con Bambino di scuola giottesca e una scultura lignea rappresentante san Giobbe.
Due piccole marginette votive si trovano anche nella località di Ponte alla Ciliegia. La frazione è inoltre servita di un proprio cimitero.

## Geografia antropica
Oltre al centro abitato di Marginone, la frazione comprende anche alcune località abitate dell'area nord-orientale del territorio comunale che vertono su di esso, per un totale di circa 1 695 abitanti. Si tratta delle località di Michi, Corte Tozzi, Ribocchio, Ponte alla Ciliegia e Ponte ai Pini.